# Muscopteryx evexus
Muscopteryx evexus là một loài ruồi trong họ Tachinidae.